# Nord-Süd-Straße (Salzgitter)
Die Nord-Süd-Straße ist eine über 12 Kilometer lange, vierspurig, teilweise nur zweispurig ausgebaute Außerortsstraße in Salzgitter, die den Norden der Stadt mit dem Süden und damit die zwei größten Stadtteile Lebenstedt und Salzgitter-Bad miteinander verbindet. Zusammen mit den Industriestraßen Mitte und Nord sowie der Kanalstraße gehört sie zu den wichtigen überörtlichen Straßen in Salzgitter.

## Verlauf

### Abschnitt Lebenstedt bis Gebhardshagen
Die Nord-Süd-Straße beginnt im Norden zunächst als zweistreifige Kreisstraße K 12 östlich von Salzgitter-Lebenstedt als Abzweig der vierstreifig ausgeführten Industriestraße Mitte. Die Auffahrt ist jedoch nur als Halbanschlussstelle ausgeführt. Dies hat zur Folge, dass nur aus Richtung Westen von Lebenstedt oder von der A 39 kommende Fahrzeuge bereits hier auf die Nord-Süd-Straße gelangen können. Dasselbe gilt für die entgegengesetzte Fahrtrichtung. Die Industriestraße Mitte kann hier nur in Richtung Westen befahren werden. Wenige hundert Meter weiter südlich liegt eine weitere Halbanschlussstelle, die Teil der sogenannten Hillenholzer Kreuzung ist. Über diese gelangt man von Süden auf die Kreisstraße K 40 in Richtung Salder im Südwesten und auf die Verlängerung der Kreisstraße K 12 in Richtung Hallendorf und Salzgitter AG. Verlässt man die Kreisstraße jedoch zuvor in Richtung Osten, so gelangt man hier auch auf den östlichen Abschnitt der Industriestraße Mitte in Richtung Watenstedt, Industriegebiet und Wolfenbüttel.
Im weiteren Verlauf ist die Nord-Süd-Straße (K 12) nicht kreuzungsfrei ausgebaut. Es folgen zwei Ampelkreuzungen mit Anbindungen an die Stadtteile Salder, Heerte und Barum. Zudem wird die Fuhse überquert. Nach etwa vier Kilometern mündet aus Osten kommend die Landesstraße 670 ein. Ab hier wird die Nord-Süd-Straße unter dieser Widmung auf knapp zwei Kilometern fortgeführt. Weiterhin ist sie zweistreifig und nicht kreuzungsfrei ausgebaut. Es folgen Einmündungen aus Richtung Lobmachtersen und Gebhardshagen, das direkt westlich der Straße liegt. Südlich von Gebhardshagen befindet sich eine größere Kreuzung, deren Knotenpunktsarme Gustedt, Gebhardshagen und das dazugehörige Gewerbegebiet erschließen. Einer davon ist die Landesstraße 472, die aus Nordwesten von Salder kommend nun den südlichen Abschnitt der Nord-Süd-Straße bildet, während die Landesstraße 670 nach Westen in Richtung Gustedt fortgeführt wird.

### Abschnitt Gebhardshagen bis Salzgitter-Bad
Der südliche Abschnitt (L 472) ist auf vier Kilometern Länge bis zum Ortseingang von Salzgitter-Bad vierstreifig mit baulicher Trennung und kreuzungsfrei ausgebaut. Über eine nördliche Anschlussstelle sind die Stadtteile Engerode und Calbecht erreichbar. Eine weitere südliche Anschlussstelle bindet den Norden von Salzgitter-Bad an die Nord-Süd-Straße an. Auf dem gesamten Abschnitt beträgt die zulässige Höchstgeschwindigkeit 100 km/h. In der Vergangenheit waren bis zu 120 km/h zulässig.
Mit dem Ortseingang Salzgitter-Bad endet die Kreuzungsfreiheit der Nord-Süd-Straße. Sie ist auf den letzten zwei Kilometern mit einer kurzen Unterbrechung jedoch weiterhin vierstreifig ausgebaut. Die zulässige Höchstgeschwindigkeit beträgt 70 km/h, auf den letzten 900 Metern nur noch 50 km/h. Nach den Ampelkreuzungen Elbestraße, Porschestraße und Rheinstraße folgt der kreuzungsfrei ausgebaute Knotenpunkt mit der Bundesstraße 248, die in Salzgitter-Bad Braunschweiger Straße heißt und vierstreifig ausgebaut ist. Sie verbindet Seesen im Südwesten mit Braunschweig im Nordnordosten. Südlich dieser Anschlussstelle verengt sich die Nord-Süd-Straße auf zwei bzw. drei Fahrstreifen und die Höchstgeschwindigkeit wird auf 50 km/h reduziert, da das Brückenbauwerk über die B 248 zu schmal für vier Fahrstreifen und zusätzliche Abbiegespuren ist. Südlich der Brücke steht diese Anzahl jedoch wieder zur Verfügung. Es folgt eine weitere Kreuzung, welche die Altstadt von Salzgitter-Bad sowie den Festplatz und das Tierheim an die Nord-Süd-Straße anbindet.

### Ende und Fortsetzung als Friedrich-Ebert-Straße
An der letzten Kreuzung im Süden von Salzgitter-Bad endet die Nord-Süd-Straße (L 472) schließlich. Die Kreisstraße K 32 führt hier als Windmühlenbergstraße nach Groß Mahner und Vienenburg im Osten bzw. Südosten sowie als Hinter dem Salze nach Gitter im Südwesten. Überquert man die Kreuzung hingegen, setzt sich die Strecke als zweistreifige Wohnstraße Friedrich-Ebert-Straße auf 1,5 Kilometern Länge bis zum Sportpark Mahner Berg mit Sport- und Golfplatz fort. Dort befindet sich eine Wendeanlage.

## Ausbauzustand
Der Ausbauzustand auf den einzelnen Abschnitten:
| Abschnitt                                                                     | Länge  | Streifen    | Trennstreifen | Kreuzungsfreiheit | Bemerkung       |
| ----------------------------------------------------------------------------- | ------ | ----------- | ------------- | ----------------- | --------------- |
| K 12 Lebenstedt – K 12 Watenstedt, Hallendorf K 40 Salder                     | 1,1 km | 2           | nein          | ja                | ländlich        |
| K 12 Watenstedt, Hallendorf K 40 Salder – L 670L 472 Gebhardshagen            | 5,0 km | 2           | nein          | nein              | ländlich        |
| L 670L 472 Gebhardshagen – Ortseingang Salzgitter-Bad                         | 4,1 km | 4           | ja            | ja                | autobahnähnlich |
| Ortseingang Salzgitter-Bad – Braunschweiger Straße                            | 1,0 km | 4           | ja            | nein              | städtisch       |
| Braunschweiger Straße – Kreuzung Altstadt, Festplatz, Tierheim                | 0,6 km | 2, teilw. 3 | nein          | ja                | städtisch       |
| Kreuzung Altstadt, Festplatz, Tierheim – K 32 Groß Mahner, Vienenburg, Gitter | 0,3 km | 4           | nein          | nein              | städtisch       |

## Einbindung in das Außerortsstraßensystem Salzgitters
Die Nord-Süd-Straße ist die wichtigste überörtliche Straße, die nur innerhalb Salzgitters verläuft. Als wichtige Verkehrsachse verbindet sie den zweitgrößten Stadtteil Salzgitter-Bad im Süden mit dem größten Stadtteil Lebenstedt im Norden. Auf etwa halber Strecke passiert sie zudem Gebhardshagen, den viertgrößten Stadtteil.
Durch die Anbindung an eine weitere wichtige Verkehrsader, die vierspurig ausgebaute Industriestraße Mitte sind die Bundesautobahn 39, weitere Stadtteile wie Thiede und das große Industriegebiet mit mehreren Groß- und mittelständischen Unternehmen im Osten Salzgitters in kurzer Zeit erreichbar.
Daneben ergänzen schließlich die Industriestraße Nord und die Kanalstraße das vierstreifig ausgebaute überörtliche Straßensystem in Salzgitters Norden und Nordosten.

## Radverkehr
Der Verkehr entlang der Nord-Süd-Straße ist durch intensiven Pkw- und Lkw-Verkehr geprägt. Auf den vierstreifig ausgebauten Teilabschnitten ist das Radfahren teilweise verboten, in diesen Bereichen gibt es einen schmalen Weg neben der Straße, der von Radfahrenden beider Fahrtrichtungen genutzt wird und in Teilen als gemeinsamer Geh- und Radweg beschildert ist. Der Weg verläuft überwiegend ungeschützt hinter einem schmalen Grünstreifen neben der Richtungsfahrbahn Richtung Salzgitter-Bad.
In einem etwa 2,2 km langen Teilabschnitt zwischen der Einmündung der L670 Richtung Heerte und der Kreuzung mit der L636 (Diebesstieg/Gerichtsweg) gibt es keinen Radweg; der Radverkehr muss entsprechend die Fahrbahn mitbenutzen. Der Bau eines Radweges entlang dieses Abschnitts wurde bereits mehrfach politisch thematisiert, scheiterte jedoch bislang an den Kosten. Mit diesem Teilabschnitt wäre eine durchgehende Verbindung für den Radverkehr zwischen den südlichen Stadtteilen Salzgitter-Bad und Gebhardshagen und dem Industriegebiet im Norden hergestellt, die Attraktivität des Fahrrads bzw. Pedelecs zum Pendeln würde für zahlreiche Mitarbeiter der dort ansässigen Industrie steigen.
Im Jahr 2014 beschloss die Stadt Salzgitter ein Radverkehrskonzept, das einen wichtigen Baustein für die zukünftige Verkehrsplanung darstellen soll. Ziele sind die Stärkung des Radverkehrs in Alltag und Freizeit und somit ein Beitrag zur Gesundheit und zum Umweltschutz durch die Substitution von Autofahrten im Alltag.
In dem Radverkehrskonzept wird eine Stadtachse definiert, die die größten Stadtteile Salzgitters (Lebenstedt, Bad, Thiede) für den Radverkehr miteinander verbinden soll. Der Verlauf der Stadtachse beginnt dem Konzept zufolge von Salzgitter-Bad ausgehend entlang der Nord-Süd-Straße bis zur Querverbindung entlang der L636 über Salder nach Lebenstedt sowie über die Querverbindung über Diebesstieg, Heerter Straße, Industriestraße-Mitte, Eisenhüttenstraße nach Thiede. Vorgeschlagen wird im Konzept eine Radschnellverbindung entlang der Stadtachse. Zur Errichtung einer solchen Stadtachse wären zahlreiche Maßnahmen erforderlich, bspw. die Anlage und der Ausbau von Radwegen entlang der Nord-Süd-Straße sowie an einigen Zubringerstraßen zur Nord-Süd-Straße.